# آکو-آکو (اسطوره)

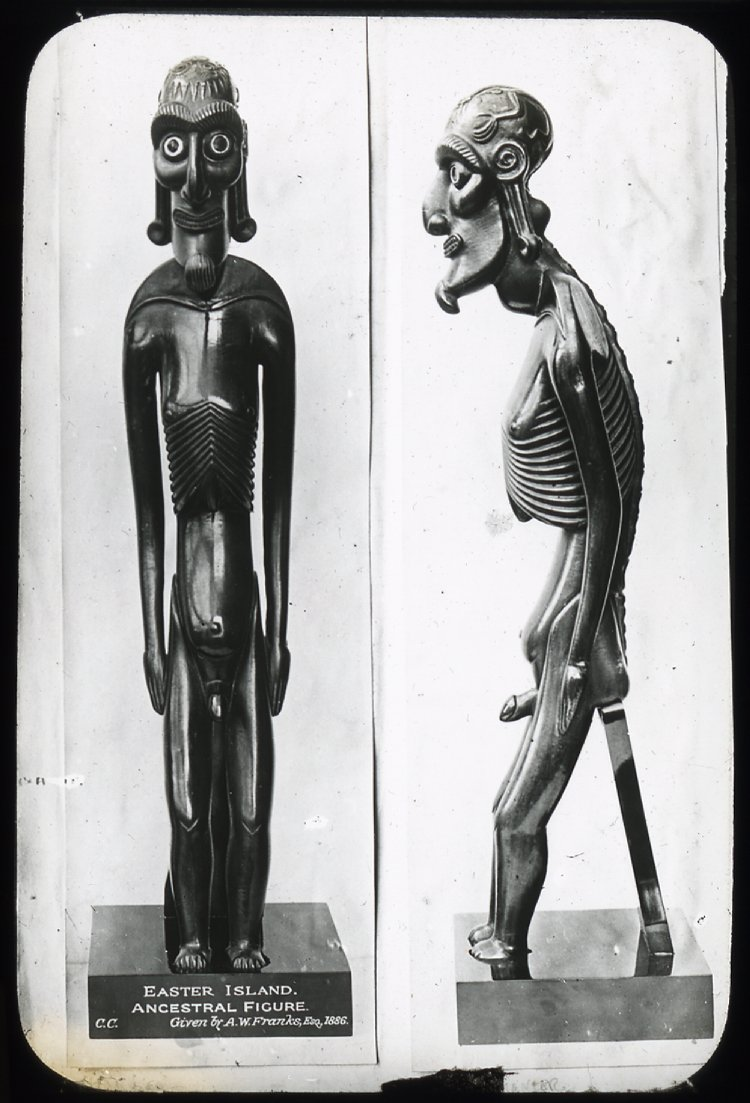
کاواکاوی چوبی، تندیسی تراشیده شده، که نماینده آکوآکو است

آکو-آکو(Aku-Aku) (در مفهوم شیطان، شبح یا روح) که همچنین با نام‌های آکو، آکوآکو(Akuaku)و واروآ(Varua) شناخته می‌شوند؛ ارواح انسان‌نما ی اساطیر "راپا نویی" در جزیره ایستر هستند.
آکو-آکو در حقیقت و در باورهای محلی اشاره به ارواح مردگان دارد، که البته جاودانه نبوده و قابل دفع کردن هستند. آن‌ها می‌توانند از هر دو جنس باشند. و آکو-آکوهای مختلف با مناطق خاصی از جزیره ایستر مرتبط هستند. برخی از آکو-آکوها نیز مورد پرستش واقع شده‌اند. بر اساس باورها و افسانه‌ها آنها ابتدا با هوتو ماتوآ(Hotu Matuꞌa) اولین ساکن افسانه ای جزیره ایستر، وارد جزیره شدند. گروه اصلی آکو-آکوها که با هوتو ماتوآ وارد جزیره شدند شامل ۹۰ نفر و عموماً ماهی خوار بودند.
آکو-آکوهای خاص موارد زیر هستند:
- اوکا ئو هوهِرو(Uka-o-hoheru)، آکو-آکو مؤنثی که با توپاهوتو(Tupahotu) فانی ازواج کرد.
- کاوا آرآ(Kava-ara) و کاوا توآ(Kava-tua) دو آکو-آکو مؤنث که اوره آ هوهو(Uré-a-hohové) را اسیر کردند تا زمانی که توسط آکو-آکو پیر دیگری نجات یافت.
- ماتا وارا واره(Mata-wara-ware) و پاپایی آ تاکی ورا(Papai-a-taki-vera)، زن و شوهری که روح انسان‌ها را در شب اسیر می‌کنند که منجر به مرگ آنها می‌شوند.
- دو آکو-آکو که توئو کویهو(Tu’u Koihu) پسر هوتو ماتوآ با آن‌ها ملاقات کرد.[۱]

جزیره نشینانی که می‌توانستند با آکو-آکوها ارتباط برقرار کنند را اصطلاحاً کروماکی(koromaké) یا ایوا آتوآ(iva-atua) خطاب می‌کردند و روایت‌هایی وجود داشته‌است که از آنها برای از بین بردن آکو-آکوهای شرور استفاده شده‌است.
آکو-آکو به‌طور خاص مورد پرستش قرار نمی‌گرفته‌است اما قبل از غدا از آنها قدردانی می‌کردند.
گفته می‌شد که «آکو-آکو با عطر یک غذا زندگی می‌کند.»، به دیگر سخن، تغذیه آنها از عطر وعده‌های غذایی است. یک آکو-آکو ی خوب تغذیه شده و مهربان، در کارهای خانه به خانواده کمک می‌کند. گفته می‌شود برای ورود به غارهایی که گمان می‌رودخانه آنها باشد، می‌توان مراسم تشریفاتی مانند اومو تاهو(umu tahu) را برای دفع بدشانسی و بدبختی انجام داد.